# 1981–1982-es nyugatnémet labdarúgó-bajnokság (első osztály)
Az 1981–1982-es német labdarúgó-bajnokság első osztályának – avagy hivatalos nevén: Fußball-Bundesliga – küzdelmei 19. alkalommal kerültek kiírásra. A szezon 1981. augusztus 8-án kezdődött. Az utolsó mérkőzéseket 1982. május 29-én rendezték. A címvédő a Bayern München volt és a bajnok is a Hamburger SV lett.

## Tabella
| #   | Csapat               | M  | GY | D  | V  | G+ – G– | GK  | P  | Megjegyzések             |
| --- | -------------------- | -- | -- | -- | -- | ------- | --- | -- | ------------------------ |
| 1.  | Hamburg (B)          | 34 | 18 | 12 | 4  | 95–45   | +50 | 48 | 1982–1983-as BEK         |
| 2.  | Köln                 | 34 | 18 | 9  | 7  | 72–38   | +34 | 45 | 1982–1983-as UEFA-kupa   |
| 3.  | Bayern München (KGY) | 34 | 20 | 3  | 11 | 77–56   | +21 | 43 | 1982–1983-as KEK         |
| 4.  | Kaiserslautern       | 34 | 16 | 10 | 8  | 70–61   | +9  | 42 | 1982–1983-as UEFA-kupa   |
| 5.  | Werder Bremen        | 34 | 17 | 8  | 9  | 61–52   | +9  | 42 | 1982–1983-as UEFA-kupa   |
| 6.  | Borussia Dortmund    | 34 | 18 | 5  | 11 | 59–40   | +19 | 41 | 1982–1983-as UEFA-kupa   |
| 7.  | Mönchengladbach      | 34 | 15 | 10 | 9  | 61–51   | +10 | 40 |                          |
| 8.  | Frankfurt            | 34 | 17 | 3  | 14 | 83–72   | +11 | 37 |                          |
| 9.  | Stuttgart            | 34 | 13 | 9  | 12 | 62–55   | +7  | 35 |                          |
| 10. | Bochum               | 34 | 12 | 8  | 14 | 52–51   | +1  | 32 |                          |
| 11. | Braunschweig         | 34 | 14 | 4  | 16 | 61–66   | −5  | 32 |                          |
| 12. | Bielefeld            | 34 | 12 | 6  | 16 | 46–50   | −4  | 30 |                          |
| 13. | Nuremberg            | 34 | 11 | 6  | 17 | 53–72   | −19 | 28 |                          |
| 14. | Karlsruhe            | 34 | 9  | 9  | 16 | 50–68   | −18 | 27 |                          |
| 15. | Düsseldorf           | 34 | 6  | 13 | 15 | 48–73   | −25 | 25 |                          |
| 16. | Leverkusen           | 34 | 9  | 7  | 18 | 45–72   | −27 | 25 | Osztályozó               |
| 17. | Darmstadt (K)        | 34 | 5  | 11 | 18 | 46–82   | −36 | 21 | Kiesés a Bundesliga 2-be |
| 18. | Duisburg (K)         | 34 | 8  | 3  | 23 | 40–77   | −37 | 19 | Kiesés a Bundesliga 2-be |

Forrás: www.dfb.de 
A rangsorolás alapszabályai: 1. összpontszám, 2. egymás elleni eredmények összpontszáma, 3. gólkülönbség, 4. szerzett gólok száma.
1Mivel a Bayern München kvalifikálta magát kupagyőztesek Európa-kupájába, így az UEFA-kupában a Borussia Dortmund indult.
(B): Bajnokcsapat, (K): Kieső csapat, (F): Feljutó csapat, (I): Kupainduló, (R): A rájátszás győztese, (KGY): Kupagyőztes

## Osztályozó
| 1982. június 4. |

| Kickers Offenbach | 0–1               | Bayer Leverkusen |
| ----------------- | ----------------- | ---------------- |
|                   | (0–0) Jegyzőkönyv | Herzog 55'       |

| Bieberer Berg, Offenbach am Main Nézőszám: 18 000 Játékvezető: Werner Föckler |

| 1982. június 9. |

| Bayer Leverkusen | 2–1               | Kickers Offenbach |
| ---------------- | ----------------- | ----------------- |
| Szech 27' 59'    | (1–1) Jegyzőkönyv | Walz 3'           |

| Bieberer Berg, Offenbach am Main Nézőszám: 20 000 Játékvezető: Jan Redelfs |

## Góllövőlista
| Helyezés | Játékos             | Klub              | Gól |
| -------- | ------------------- | ----------------- | --- |
| 1.       | Horst Hrubesch      | Hamburger SV      | 27  |
| 2.       | Manfred Burgsmüller | Borussia Dortmund | 22  |
| 3.       | Dieter Hoeneß       | FC Bayern München | 21  |
| 4.       | Paul Breitner       | FC Bayern München | 18  |
| 4.       | Uwe Reinders        | Werder Bremen     | 18  |

## Külső hivatkozások
- Az 1981–1982-es szezon a DFB.de-n (angolul) (németül)